# Jiří Albrecht (architekt)
Jiří Albrecht (3. března 1919 Jindřichův Hradec – 28. července 1974 Praha) byl český architekt, spoluzakladatel Sdružení projektových ateliérů, které se transformovalo v roce 1971 na Projektový ústav Výstavby hlavního města Prahy.

## Životopis
V roce 1939 ukončil studium na Českém vysokém učení technickém v Praze. V letech 1939–1941 byl činný v ateliéru Lva Krči. V letech 1941–1943 studoval na Uměleckoprůmyslové škole. Ve svých studiích pokračoval po skončení druhé světové války až do roku 1948 na Vysoké škole uměleckoprůmyslové. Ještě během války, v letech 1942–1943 a pak 1954–1955 byl spolupracovníkem Josefa Gočára. V letech 1944–1945 byl vězněn ve sběrném táboře za odbojovou činnost.
Byl zaměstnancem pražského Stavoprojektu, kde se seznámil se svými budoucími dlouholetými spolupracovníky Jiřím Kadeřábkem a Karlem Pragrem. S nimi později založil Sdružení projektových ateliérů v Praze.

## Výstavy
V roce 1952 vystavoval na III. členské výstavě Mánes v Praze za Svaz českých výtvarných umělců. v roce 1965 pak na výstavě Architektonická práce 60–65 v Kabinetě architektury v Praze.

## Dílo

### Realizovaná díla

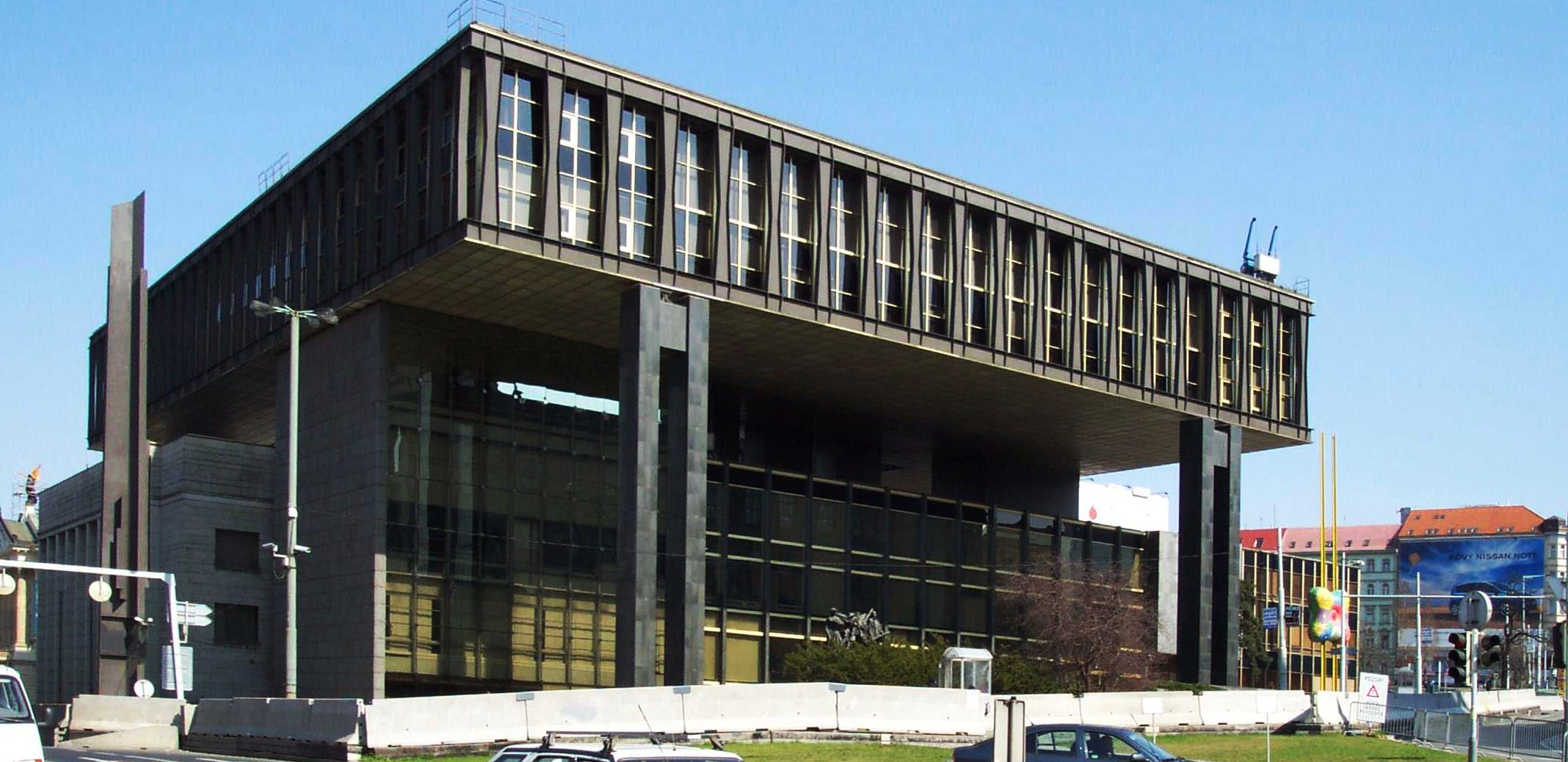
Nová budova Národního muzea od architektů Karla Prágra a Jiřího Albrechta

- Budova Národního, později Federálního shromáždění. Nyní nová budova Národního muzea v Praze, s Karlem Pragrem a Jiřím Kadeřábkem,1966–1974
- Rekonstrukce Smetanova divadla v Praze, s Karlem Pragrem.1967–1973[2]

### Nerealizované soutěžní návrhy
- Státní divadlo v Brně (studie, spolu s Karlem Pragrem a Jiřím Ulmanem, 1956)
- Areál vědeckých ústavů v Praze-Libni (soutěžní návrh na ideové řešení, spolu s Karlem Pragrem, Jiřím Kadeřábkem a Vladimírem Machoninem, 1958)
- Budova rozhlasu, televize a společenského centra v Praze na Pankráci (soutěžní návrh, spolu s Pavlem Barešem, Karlem Pragrem, Jiřím Kadeřábkem, Svatoplukem Kobrem, Vladimírem Machoninem, Věrou Machoninovou a Miroslavem Vajzrem,1962)
- Soutěžní návrh ústředního nádraží v Praze, s Karlem Pragrem, Jiřím Kadeřábkem, 1966[2]